# Westport (Connecticut)
Westport je město v okrese Fairfield ve státě Connecticut ve Spojených státech amerických, které leží podél zálivu Long Island Sound v connecticutské oblasti Gold Coast. Nachází se 84 km severovýchodně od New Yorku. Podle sčítání lidu v USA z roku 2010 mělo město 26 391 obyvatel a je na 19. místě mezi 100 nejbohatšími místy Ameriky.